# 河乌属
河乌科（学名：Cinclidae）是鸟纲雀形目鹟总科下的一个科，其下仅有河乌属（学名：Cinclus）一属五种鸣禽，分布在亚洲、欧洲和美洲近水的环境里，是鸣禽中少有的可以潜水游泳的鸟类。

## 分类
- 白喉河乌（中国大陆称河乌） Cinclus cinclus
- 白顶河乌 Cinclus leucocephalus
- 美洲河乌 Cinclus mexicanus
- 褐河乌（台湾称河乌） Cinclus pallasii
- 褐喉河乌 Cinclus schulzi